# Pokeshaw
Pokeshaw (prononciation en français : [pɔk.ʃɑ]) est une autorité taxatrice de la paroisse de New Bandon, située dans le comté de Gloucester, au nord-est du Nouveau-Brunswick. Il comprend le parc provincial de Pokeshaw.

## Histoire
Le village est nommé d'après la rivière éponyme, dont le nom provient du micmac Pooksaakqui, ce qui signifie « une roche longue et étroite ». Pokeshaw est situé dans le territoire historique des Micmacs, plus précisément dans le district de Gespegeogag, qui comprend le littoral de la baie des Chaleurs.
Pokeshaw est fondé par des immigrants irlandais à la suite de l'expansion de New Bandon. Pokeshaw compte un bureau de poste entre 1860 et 1913. Le chemin de fer Caraquet & Gulf Shore est inauguré en 1887. En 1899, Pokeshaw comptait, en plus de la gare et du bureau de poste, deux magasins, un hôtel, une scierie, un moulin à farine et 250 habitants. Pokeshaw comprend l'établissement de Riordon, qui comptait un bureau de poste entre 1890 et 1913. Riordon est nommé en l'honneur de John J. Riordon, le premier maître des postes.

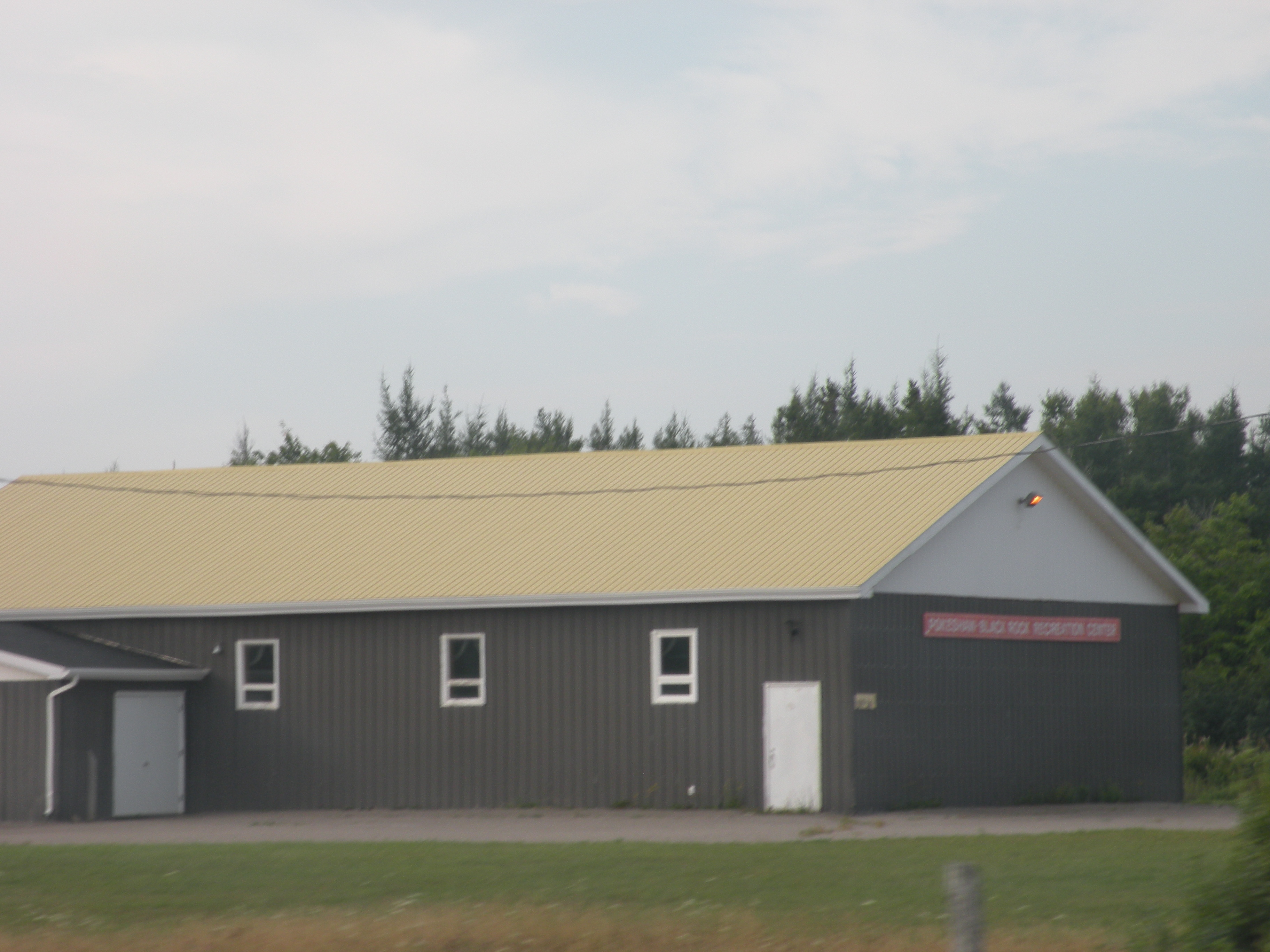
Le centre récréatif de Pokeshaw-Black Rock.

## Administration

### Représentation et tendances politiques
Nouveau-Brunswick: Pokeshaw fait partie de la circonscription de Nepisiguit, qui est représentée à l'Assemblée législative du Nouveau-Brunswick par Ryan Riordon, du Parti progressiste-conservateur. Il fut élu en 2010.

## Culture
Pokeshaw fait l'objet d'un poème dans le recueil de poésie La terre tressée, de Claude Le Bouthillier.